# Innocence Is No Excuse
Innocence Is No Excuse – siódmy album studyjny heavymetalowego zespołu Saxon wydany 24 czerwca 1985 roku przez wytwórnię EMI.

## Lista utworów
1. „Rockin' Again” – 5:11
2. „Call of the Wild” – 4:03
3. „Back on the Streets” – 4:00
4. „Devil Rides Out” – 4:25
5. „Rock 'n' Roll Gypsy” – 4:14
6. „Broken Heroes” – 5:25
7. „Gonna Shout” – 3:59
8. „Everybody Up” – 3:30
9. „Raise Some Hell” – 3:40
10. „Give It Everything You've Got” – 3:27

## Twórcy
| Saxon w składzie - Biff Byford – wokal - Graham Oliver – gitara - Paul Quinn – gitara - Steve Dawson – gitara basowa - Nigel Glockler – perkusja | Personel - Simon Hanhart – producent, realizacja nagrań, miksowanie |